# Enjo kōsai
L'enjo kōsai (援助交際? , traducibile come "appuntamento sovvenzionato" o "incontrarsi per un aiuto") è un fenomeno sociale del Giappone contemporaneo  riguardante le studentesse tra i 12 e i 17 anni, ma anche le casalinghe, che in cambio di denaro o di regali sono disposte a frequentare di nascosto uomini adulti. Il termine apparve per la prima volta nel 1995.

## Storia
Il fenomeno apparve agli inizi degli anni novanta, quando i mass media nipponici iniziarono a interessarsi della giovane età delle ragazze e a domandarsi le motivazioni delle loro scelte. Queste ragazze infatti provengono perlopiù da famiglie perbene e dispongono di una buona educazione, a differenza delle sukeban, le ragazze teppiste degli anni settanta.
Alcune ragazze si limitano ad accompagnare gli uomini ai locali di karaoke o al ristorante, altre si spingono oltre, arrivando ad avere rapporti sessuali. Gli incontri avvengono tramite il computer, il telefono cellulare o i telekura. Gli uomini che frequentano le ragazze sono soprattutto professori, avvocati e i cosiddetti salaryman, ovvero uomini d'affari. Le ragazze spendono i soldi ricevuti principalmente in vestiti o borse firmate.
Un'altra caratteristica del fenomeno è quella che vede alcune ragazze rivendere le loro uniformi scolastiche, i fuku alla marinara, o le loro mutandine ad alcuni negozi, che successivamente le rivendono ad un prezzo raddoppiato ad uomini anziani.
La polizia giapponese ha affermato che nel 1995 più di 5 000 ragazze tra i 14 e i 19 anni sono state fermate per problemi riguardanti la prostituzione, mentre nel 1996 nella sola città di Tokyo sono state fermate più di 1 000 studentesse. Una ricerca del governo metropolitano di Tokyo ha appurato che il 3,5% delle studentesse delle scuole medie e il 4,4% delle studentesse delle scuole superiori ha praticato almeno una volta l'enjo kōsai.
All'enjo kōsai ricorrono spesso le kogal, per ottenere i soldi necessari per i loro divertimenti.

## Il termine nella cultura di massa
L'enjo kōsai è presente in molti film, anime e manga giapponesi. Il film più conosciuto che affronta il tema è Love & Pop, diretto da Hideaki Anno nel 1998, tratto dal romanzo Topaz II di Ryū Murakami. Nel 2001 il regista Kōsuke Suzuki diresse Stop the Bitch Campaign, primo film di una trilogia riguardante il fenomeno. Nel manga Gals! il fenomeno viene fortemente condannato e biasimato come un'attività squallida. La tematica viene affrontata anche nella serie di light novel Kami-sama no memo-chō, e come nel caso precedente viene considerata come lugubre e indigente.
Il tema viene affrontato in modo più semplice e spensierato nel manga del 2017 Rent a Girlfriend, di Reiji Miyajima.